# Fear, Emptiness, Despair
Fear, Emptiness, Despair (с англ. — «Ужас, Пустота, Отчаяние») — пятый студийный альбом британской грайндкор-группы Napalm Death, выпущенный 31 мая 1994 года. Включение Napalm Death в саундтрек к фильму «Смертельная битва» привлекло значительное внимание к группе и этому альбому, наряду с тем фактом, что лейбл группы Earache заключил партнерство с Columbia Records, что позволило распространить альбом среди более широкой аудитории. Журнал RAW назвал Fear, Emptiness, Despair одним из главных альбомов 1990-х годов.
В интервью 2017 года басист Шэйн Эмбери назвал альбом своим наименее любимым в дискографии Napalm Death, сославшись на разногласия между вокалистом Барни Гринуэем и остальными участниками группы, а также на сильное корпоративное влияние на группу во время производства альбома в качестве факторов, которые подорвали конечный результат.

## Музыкальный стиль
Первоначально альбом назывался Under Rule и представлял собой стилистический переход Napalm Death от былого звучания. Fear, Emptiness, Despair сохранил сложные музыкальные структуры своих предыдущих альбомов, таких как Utopia Banished и Harmony Corruption, но больший акцент был сделан на включении элементов грува в стиль группы, что привело к более широкому использованию музыки среднего темпа. Группа экспериментировала с новым композиционным стилем: они начали с барабанных ритмов, а затем наложили гитарные риффы поверх барабанных паттернов. Басист Шэйн Эмбери утверждает, что группа Helmet и их альбом Strap It On повлияли на стиль группы на этом альбоме. Другими альтернативными рок-группами, которые сформировали музыку Napalm Death в этот переходный период, были Soundgarden, Jane's Addiction и Sonic Youth, а также старые фавориты, такие как Discharge и Death.

## Выпуск и критический приём
| Оценки критиков | Оценки критиков |
| Источник        | Оценка          |
| --------------- | --------------- |
| AllMusic        | [ 1 ]           |
| MetalReviews    | 86/100          |

Fear, Emptiness, Despair стал наиболее удачным альбомом Napalm Death в плане признания не только фанатами, но и критиками. Не в последнюю очередь это произошло по причине включения трека «Twist The Knife (Slowly)» в саундтрек к фильму «Смертельная битва», который менее чем за год получил платиновый статус. Сам альбом Napalm Death за две недели поднялся в чартах Heatseekers Billboard 200 на 22 место, также став беспрецедентным успехом для группы.

## Список композиций
1. Twist The Knife (Slowly) — 2:52
2. Hung — 3:49
3. Remain Nameless — 3:33
4. Plague Rages — 3:51
5. More Than Meets The Eye — 3:55
6. Primed Time — 3:28
7. State Of Mind — 3:32
8. Armageddon X 7 — 3:16
9. Retching On The Dirt — 2:59
10. Fasting On Deception — 3:48
11. Throwaway — 3:42
12. Truth Drug — 3:51 *
13. Living In Denial — 3:02 *

* бонусные треки, включённые в японское издание альбома и digipak.

## Участники записи
- Марк «Барни» Гринуэй — вокал
- Джесси Пинтадо — гитара
- Митч Харрис — гитара
- Шэйн Эмбери — бас, нойз
- Дэнни Эррера — барабаны

### Выпускающий персонал
- Pete Coleman — продюсер, звукорежиссёр
- Colin Richardson — remixing
- Robin Grierson — фото
- Graham Humphreys — оформление